# Plouvain
Plouvain là một xã trong tỉnh Pas-de-Calais, vùng Hauts-de-France, Pháp.

## Địa lý
Plouvin có cự ly 5 dặm (8 km) về phía đông Arras, tại giao lộ của các tuyến đường D42 và đường D46. 

## Dân số
| 1962                                                              | 1968 | 1975 | 1982 | 1990 | 1999 | 2006 |
| ----------------------------------------------------------------- | ---- | ---- | ---- | ---- | ---- | ---- |
| 281                                                               | 288  | 309  | 386  | 439  | 460  | 508  |
| Số liệu điều tra dân số tính từ năm 1962, dân số chỉ tính một lần |      |      |      |      |      |      |